# Уманська вулиця (Сміла)
У́манська ву́лиця — вулиця у місті Сміла Черкаської області. Довжина вулиці приблизно 700 метрів. Розпочинається від вулиці Леніна і плавно переходить у Комунарську.

## Історія
За часів Козаччини та гайдамацького руху на місці вулиці проходив шлях на місто Умань. У радянські часи до 50-х років дорога використовувалась для військових потреб. Згодом ділянки вздовж дороги були розподілені між мешканцями Сміли. В 70-80-х роках вулицю було заасфальтовано та нею була прокладена автотраса Н-16.
Забудова переважно одноповерхова (приватні будинки), приблизно у центрі вулиці є два п'ятиповерхових будинки.